# Audi R8
El Audi R8 es un automóvil deportivo producido por el fabricante alemán Audi, presentado al público en septiembre de 2006. El coche de serie se basa en el exitoso sport prototipo R8 LMP, cuyo nombre se originó desde las 24 Horas de Le Mans.
Su producción finalizó en el primer trimestre de 2024.

## Primera generación (2006–2015: Typ 42)

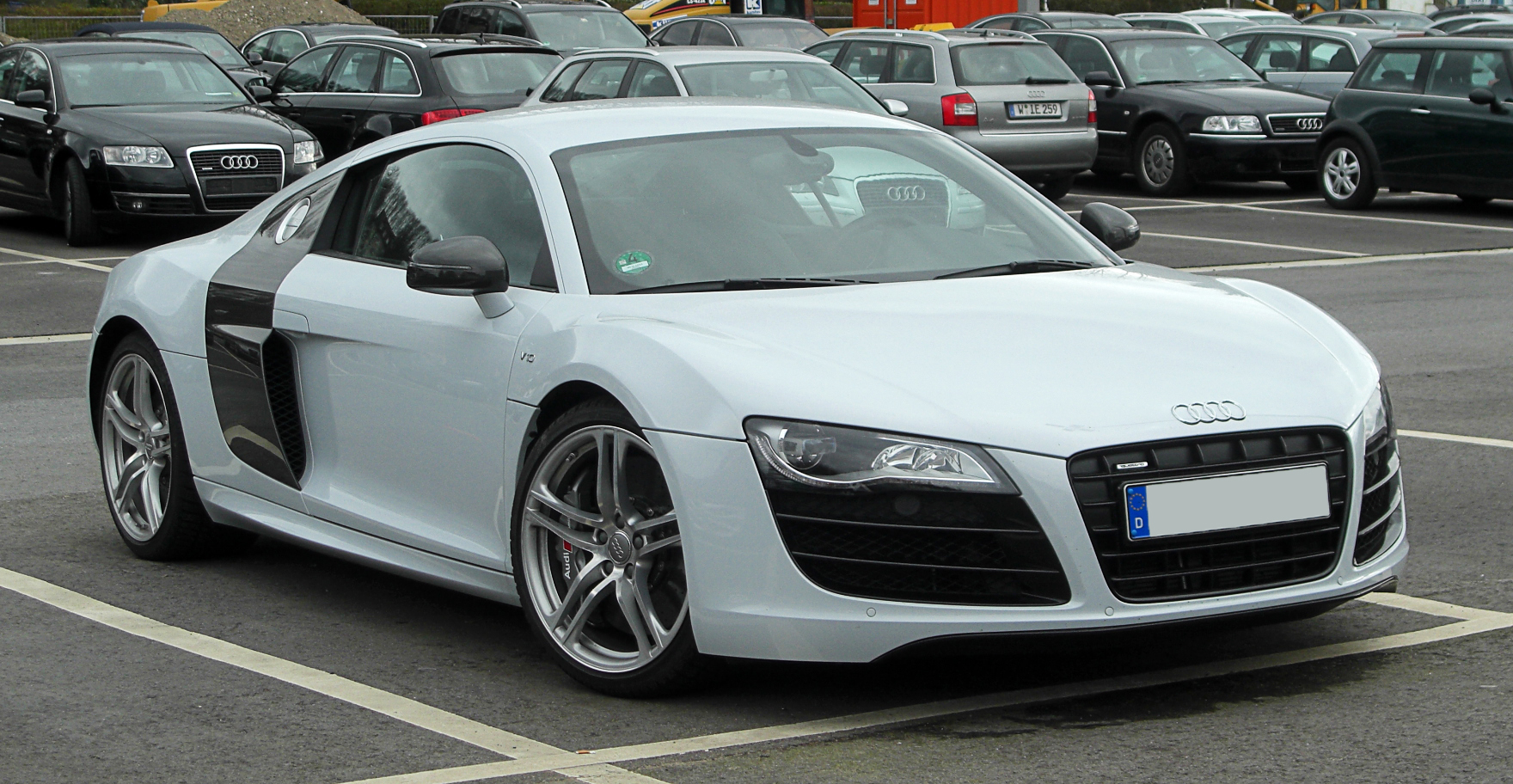
Versión V10 en marzo de 2011

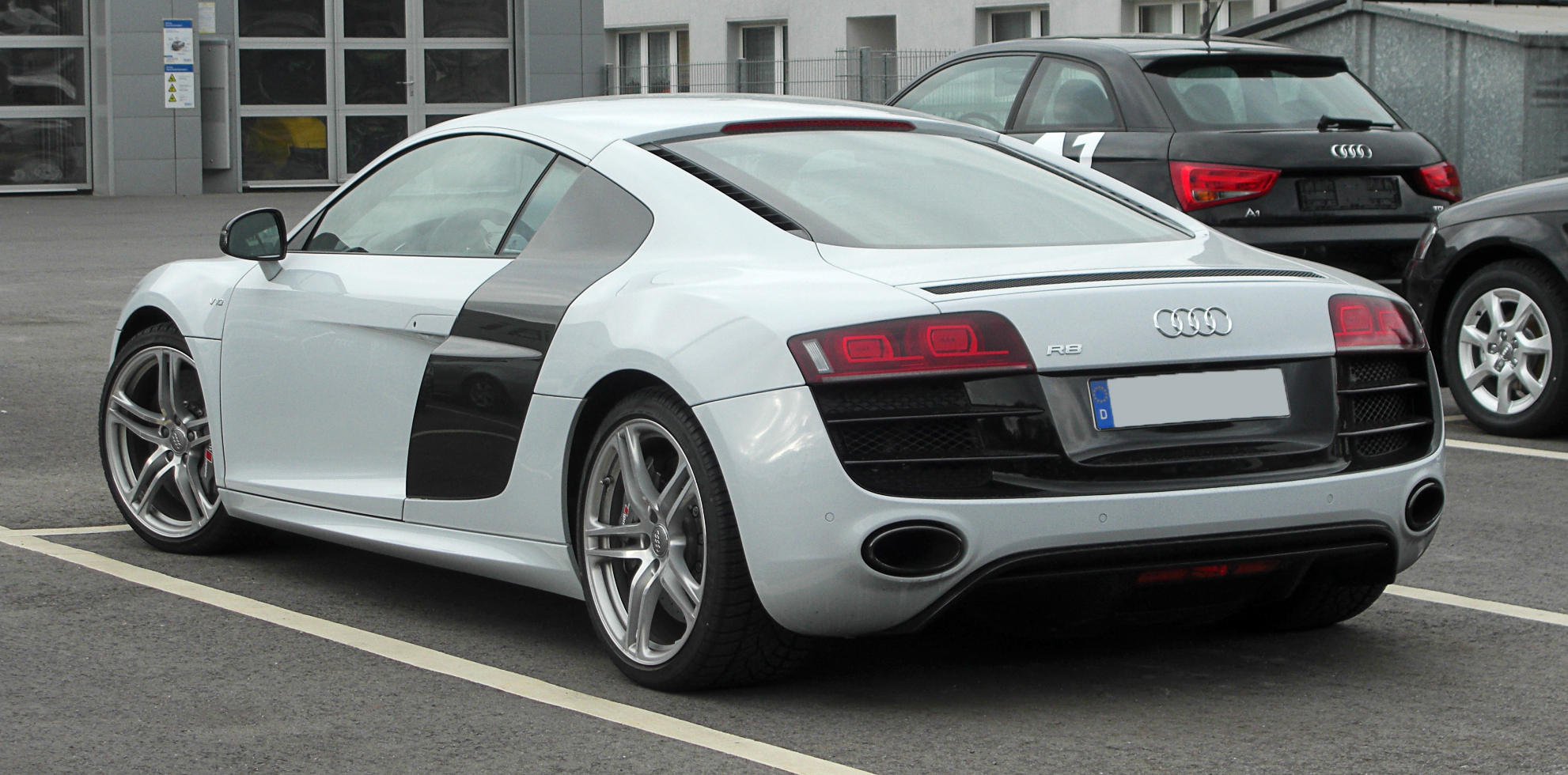
Vista trasera

Desde el otoño de 2006 hasta finales de 2014 se produjeron un total de 26 037 unidades de la primera generación, de los cuales según datos de la Oficina Federal de Circulación, 5626 unidades se dieron de alta en Alemania.
Ha sido diseñado, desarrollado y fabricado exclusivamente por la compañía subsidiaria de Audi AG: Audi Sport GmbH, que fabrica partes automotrices de alto desempeño, anteriormente Quattro GmbH, el cual está basado en la plataforma del Lamborghini Gallardo y, posteriormente, también en la del Lamborghini Huracán. La construcción fundamental del R8 está basada en el Audi Space Frame, y usa un monocasco de aluminio que se fabrica usando los principios de malla espacial. El auto se fabrica por Audi Sport GmbH en una nueva fábrica renovada en el 'sitio de aluminio' de Audi en Neckarsulm, Alemania.
Es además el primer coche de producción con faros totalmente LED
En la conferencia anual de Audi en 2019, el director general Abraham Schot dio a conocer que el R8 debía ajustarse en el marco de una reorientación de los modelos de la marca.
El Audi R8, basado en el prototipo Audi Le Mans Quattro diseñado por Frank Lamberty y Julian Hönig, que apareció por primera vez en el Salón del Automóvil de Ginebra de 2003 y, posteriormente, en el Salón del Automóvil de Fráncfort de ese mismo año. El modelo comercial del R8 se lanzó oficialmente el 30 de septiembre de 2006 en el Salón del Automóvil de París. Hubo cierta confusión con respecto al nombre, que el coche comparte con el prototipo R8 Le Mans (LMP) ganador de las 24 Horas de Le Mans. Los modelos iniciales incluían un cupé con motor V8 4.2 FSI, o bien, con motor V10 5.2 FSI. Los modelos descapotables llamados Spyder por el fabricante, se presentaron en 2008, seguidos por una versión de alto desempeño GT presentado en 2011. Las variantes Motorsport del R8 también fueron presentadas subsecuentemente a partir de 2008. Una versión completamente eléctrica llamada e-Tron comenzó su desarrollo, pero alcanzó su etapa de producción cuando se presentó la segunda generación del modelo.
El seis veces ganador de las 24 Horas de Le Mans Jacky Ickx, describió al R8 como "el automóvil comercial de mejor manejo hoy en día".
El auto recibió un rediseño en 2012 y se añadió un nuevo modelo llamado V10 Plus a la oferta. La producción del Typ 42 terminó en agosto de 2015.

## Segunda generación (2015–2024: Typ 4S)

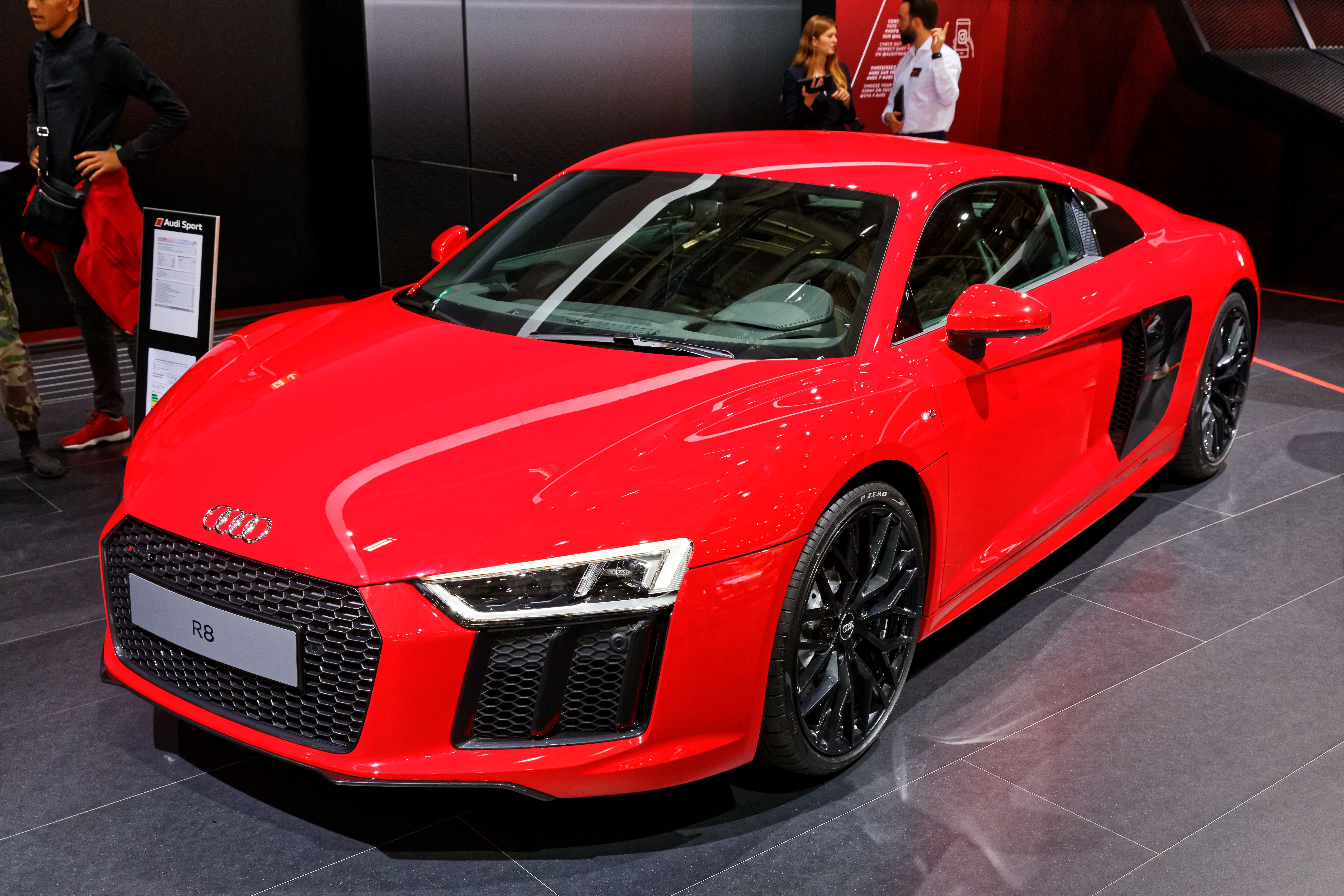
En el Salón del Automóvil de París de 2018

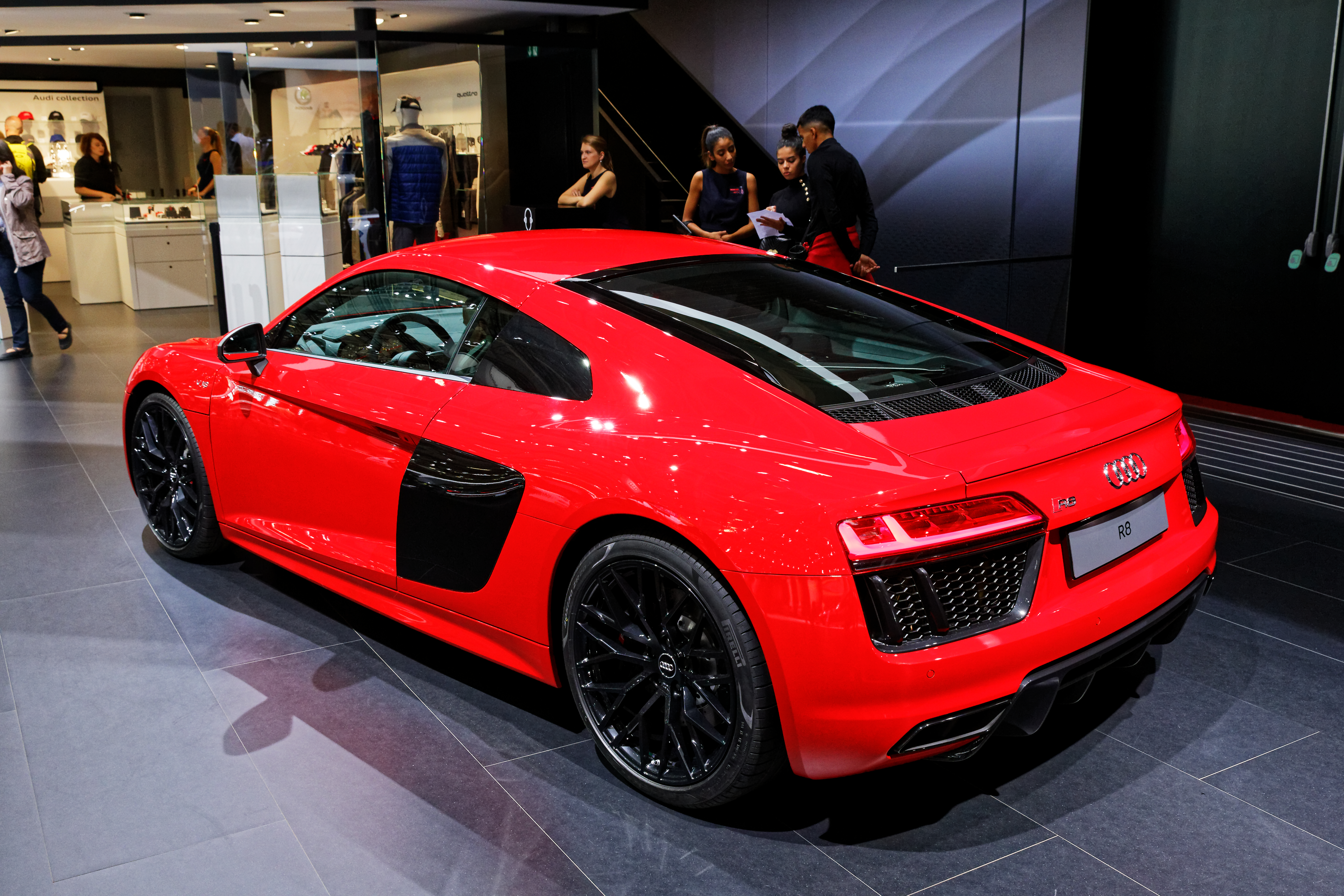
Vista lateral-trasera

La segunda generación se ha producido desde 2015. A comienzos de 2019 se realizó un rediseño de este. Conocido también por su código Typ 4S, se develó en el Salón del Automóvil de Ginebra de 2015 y está basado en la plataforma Modular Sports System compartida con el Lamborghini Huracán. El desarrollo del Typ 4S comenzó a finales de 2013 y terminó a finales de 2014. Los modelos iniciales incluían al completamente eléctrico e-Tron y un V10 de 5204 cm³ (5,2 L; 317,6 plg³) FSI junto con el V10 plus. A diferencia de su predecesor, no hubo transmisión manual disponible y la versión de entrada V8 también fue eliminada. En 2016, la variante Spyder se añadió a la alineación y estuvo disponible inicialmente en la versión base V10. A mediados de 2017, se añadió un V10 plus Spyder de alto desempeño. También se presentó un modelo con tracción trasera llamado R8 RWS.
En 2018, el R8 recibió una actualización de media vida con cambios mecánicos y exteriores. El nuevo y más agresivo lenguaje de diseño fue traído de modelos de Audi famosos del pasado. Algunas características aerodinámicas tales como las hojas aero frontales se comparten con el Lamborghini Huracán. El modelo rediseñado tiene mejoras de desempeño sustanciales sobre su predecesor.

## En competición
|                 |
| LMS GT3 de 2009 |

|                                                        |
| LMS ultra en el Salón del Automóvil de Ginebra de 2013 |

|                                                  |
| LMS en el Salón del Automóvil de Ginebra de 2015 |

|             |
| GT4 de 2017 |

## Mercadotecnia

### Universo Cinematográfico de Marvel
El R8 se convirtió en el vehículo personal de Tony Stark (protagonizado por Robert Downey Jr.) a lo largo de seis películas del Universo Cinematográfico de Marvel. Los modelos Typ 42 se utilizaron en la trilogía de Iron Man con un V8 en Iron Man, un V10 Spyder en Iron Man 2, y un prototipo e-tron en Iron Man 3. La generación Typ 4S apareció en películas de Marvel Studios subsecuentes con modelos V10 Plus 2016 en Avengers: Age of Ultron y en Capitán América: Civil War y un modelo Spyder en Spider-Man: Homecoming